# Rueda persa

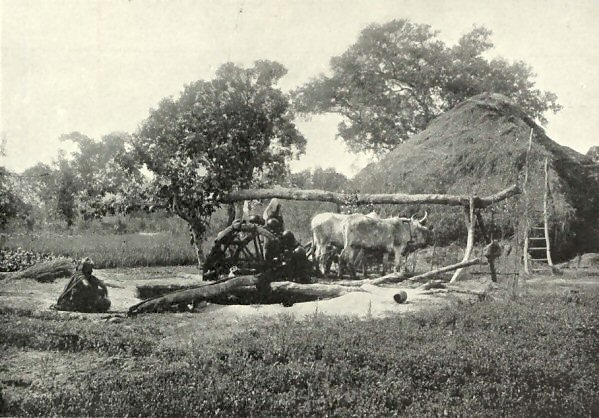
La "rueda persa", c. 1905

Una rueda persa o saqiya (en árabe: ساقية‎, sāqīya), también llamada tablia, y en latín, tympanum es un dispositivo mecánico para extraer y elevar el agua por medio de cubos, tarros o cangilones fijados directamente bien a una rueda vertical, o a una cinta sin fin activada por dicha rueda. La rueda vertical está soportada por un eje de transmisión a una rueda horizontal, el cual es tradicionalmente puesto en movimiento con tracción animal (bueyes, burros, etc.) Dado que no está utilizando la energía hidráulica, la rueda persa es diferente a una noria y cualquiera otro tipo rueda de agua. Es todavía utilizada en India, Egipto y otras partes de Oriente Medio, así como en la Península ibérica y las Islas Baleares. Puede haber sido inventada en el Egipto helenístico, en Persia o India. La rueda persa se utilizaba principalmente para el riego, aunque no exclusivamente, como muestra el ejemplo de Qusayr Amra, donde se utilizaba al menos en parte para proporcionar agua a la casa de baños real.

## Descripción: funcionamiento

### Con cubos directamente en la rueda
La rueda persa es una gran rueda hueca, tradicionalmente de madera. Uno de sus tipos lleva tarros de arcilla o cubos fijados directamente al perímetro de la rueda, lo cual limita la profundidad para la toma de agua a menos de la mitad de su diámetro. La versión moderna normalmente se fabrica en chapa galvanizada y consta de una serie de cangilones. El tipo moderno vierte el agua desde cerca del eje más que desde la parte superior, al contrario que los tipos tradicionales. Es un método de riego frecuentemente encontrado en  varias partes del subcontinente indio .
El diámetro de la rueda persa varía entre de dos y cinco metros. Aunque tradicionalmente se accionaba con animales de tiro, cada vez más a menudo se les acopla un motor. Mientras las sakias de tracción animal pueden girar a 2–4 rpm, las motorizadas  pueden alcanzar las 8–15 rpm. Las versiones modernas mejoradas son también conocidas como zawaffa y jhallan.

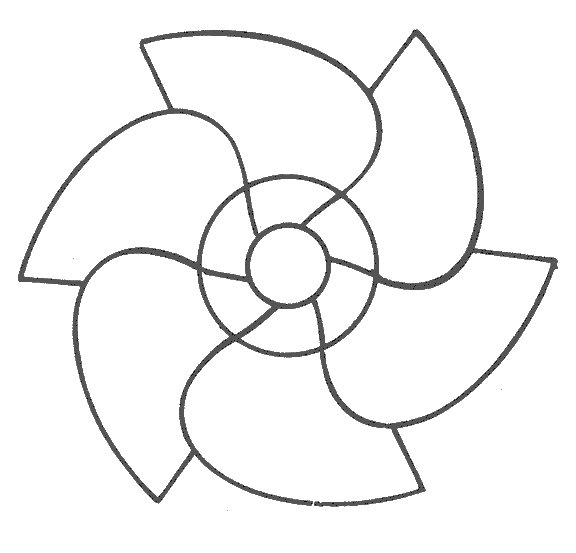
Esquema de una rueda persa moderna ideal (modelo Fathi; dibujado por FAO)

### Con cubos fijados a una cinta sin fin
El histórico dispositivo de Oriente Medio conocido en árabe como saqiya normalmente tenía sus cubos fijados a una cadena doble, creando lo que se conocía como "guirnalda de tarros". Esto permitía extraer agua de pozos mucho más profundos.
Una rueda persa de tracción animal puede sacar agua a 10–20 metros de profundidad, por tanto considerablemente más eficaz que un cigoñal o shadoof, como es conocido en árabe, que pueden bombear agua solo desde los 3 metros.

## LaSakia/saqiyaversus la noria
Los términos que se refieren a los dispositivos tanto tradicionales como agua modernos utilizados para extraer agua en Oriente Medio, India, España y otras áreas se utilizan a veces con bastante imprecisión. Sin embargo, es importante establecer una distinción clara. El término noria se utiliza generalmente para los dispositivos que utilizan la fuerza del agua en movimiento. Para dispositivos impulsados por animales, el término habitual es sakia o saqiya. El término "rueda de agua" está reservado, por definición, a las que utilizan la energía hidráulica, y no tendría que ser utilizado para la sakia, que únicamente eleva agua, pero no está impulsada por ella. Otros tipos de dispositivos similares se agrupan bajo el nombre de bombas de cangilones. En España el término "noria"  se utiliza también para algunos dispositivos qué de hecho son sakias.
Un rueda persa difiere de una noria en dos aspectos sustanciales. Primero, está impulsada por definición con tracción animal o, raramente, por viento; en versiones modernas también a motor, pero nunca por energía hidráulica. La otra diferencia es que una saqiya eleva el agua fuera de un pozo u otra masa de agua estacionaria, mientras la noria se coloca a la orilla de un río.
Una noria, en contraste, utiliza la energía obtenida del caudal de un río. La noria consta de una rueda de agua grande y muy estrecha, cuyo extremo está formado por una serie de contenedores que cogen agua del río hasta un pequeño acueducto en la parte superior de la rueda. Es muy similar al tipo de sakia sin guirnalda de tarros, con los mismos fijados directamente en la rueda, de ahí la extendida confusión.
Unas cuantas norias históricas eran híbridos, provistas tanto de ruedas de agua como, secundariamente, de tracción animal.
En español una rueda persa a tracción animal se denomina aceña, con la excepción del área de Cartagena, donde se les llama noria de sangre. Otro tipo, mucho más raro, de sakia usa el mismo sistema, un collar de cubos de madera o arcilla, pero impulsado por el viento. Las sakias de viento en la proximidad de Cartagena son virtualmente idénticas en aspecto a los molinos locales.

## Historia

### India
La sakia, según algunos, se inventó en la India, donde se encontró la referencia más antigua, en el Panchatantra (c. siglo III a. C.), en el que aparecía "araghatta", lo cual es una combinación de las palabras "ara" ([rueda] veloz o radial) y "ghattam" (tarro) en sánscrito.[¿quién?] Aquel dispositivo se utilizaba como una sakia, para extraer agua de un pozo por medio de tiro animal o humano, o para regar campos cuándo utilizaba la energía hidráulica, situada en una corriente de agua o un gran canal de riego. En el último caso, normalmente hablamos de una "noria" por oposición a una "sakia".

### Egipto
Las ruedas con palas para extraer agua  habían aparecido en el antiguo Egipto en el siglo IV a. C.. Según John Peter Oleson, tanto la rueda compartimentada como la noria hidráulica aparecieron en Egipto en el siglo IV a. C., y la Sakia se inventó allí un siglo más tarde. Esto está fundado en hallazgos arqueológicos en Faiyum, donde se encontraron las evidencias más antiguas de una rueda de agua, en forma de una Sakia que data del siglo III a. C.. Un papiro que se remonta al siglo II a. C. también encontrado en Faiyum menciona una rueda de agua utilizada para riego. Un fresco del siglo II d. C.. encontrado en Alejandría describe una sakia compartimentada, y los escritos de Callixenus de Rodas mencionan el uso de una sakia en el Egipto tolemaico durante el reinado de Tolomeo IV en el siglo III a. C. tardío.
Las primeras evidencia mediterráneas de una rueda persa aparecen en una pintura funeraria en el Egipto tolemaico que data del siglo II a. C.. Muestra un par de bueyes uncidos tirando de una rueda compartimentada. El sistema de tracción de la sakia se muestra ya plenamente desarrollado hasta el punto que "los dispositivos egipcios modernos son prácticamente idénticos". Se supone que los científicos del Museo de Alejandría, en su tiempo el centro de investigación griego más activo, puede haber estado implicado en su implementación. Un episodio de la segunda guerra civil de la república romana en el 48 a. C. cuenta cómo los enemigos de César emplearon ruedas impulsadas para verter agua de mar desde lugares elevados sobre los romanos atrapados.

### Reino islámico medieval

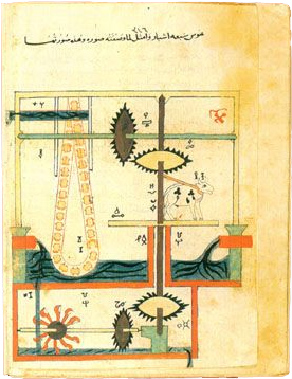
Saqiya avanzada de Al-Jazari, impulsada por tracción animal o hidráulica (1206).